# اورلاندو کینتانا
اورلاندو کینتانا (انگلیسی: Orlando Quintana؛ زادهٔ ۲۵ مارس ۱۹۷۸) بازیکن فوتبال اهل اسپانیا است.
از باشگاه‌هایی که در آن بازی کرده‌است می‌توان به باشگاه فوتبال رئال اویدو، باشگاه فوتبال لاس پالماس، باشگاه فوتبال پومفرادینا، و باشگاه فوتبال سلتاویگو اشاره کرد.